# De Schelde S.21
Il De Schelde S.21 è stato un aereo da caccia sviluppato dalla sezione aeronautica del cantiere navale olandese Koninklijke Maatschappij De Schelde (in olandese Reale Compagnia della Schelda) sul finire degli anni trenta per la Luchtvaartafdeling e rimasto allo stato di prototipo mai completato.

## Storia del progetto
Sul finire degli anni trenta la situazione in Europa si faceva sempre più difficile per le mire espansioniste della Germania nazista. Come per le altre nazioni, nel Regno d'Olanda si incrementarono i progetti di nuovi armamenti in vista di un possibile conflitto. Tra gli altri, venne intrapresa la progettazione e la costruzione di un ambizioso caccia multiruolo in grado di essere utilizzato come caccia intercettore ed aereo da attacco al suolo. Il velivolo era caratterizzato da un'inconsueta configurazione a travi di coda e motore spingente, in modo da lasciare la parte anteriore della fusoliera libera per il pilota ed il pesante, per l'epoca, armamento previsto.
La Compagnia si era dotata di una sezione aeronautica nel 1935, dopo l'acquisizione della struttura dell'azienda Pander & Zonen precedentemente fallita, compreso lo staff tecnico con a capo l'ingegnere Theodorus Egbert Slot, a cui si deve anche questo progetto. La costruzione del prototipo cominciò nel 1939, ma al momento dell'invasione tedesca nel maggio 1940 questo non era ancora stato del tutto completato. Le forze di occupazione trasferirono l'aereo presso lo Zerlegebetrieb (Centro Esperienze) di Utrecht dove venne sottoposto a prove, anche distruttive, fino alla demolizione.
I servizi segreti alleati, pare a seguito di indiscrezioni giornalistiche, vennero a conoscenza della presenza in mano nemica di questo velivolo, ma lo ritennero erroneamente essere un nuovo aereo tedesco dotato di notevoli caratteristiche tecniche ed avente la denominazione di Focke-Wulf Fw 198; tale fu considerato ancora per diversi anni durante il conflitto, quando in realtà questo non è mai esistito né tale denominazione è mai stata utilizzata dal Reichsluftfahrtministerium. Oltre ad essere raffigurato nei manuali ad uso militare per il riconoscimento dei velivoli nemici, ne furono persino costruiti e posti in vendita degli aeromodelli.

## Tecnica
Il De Schelde S.21 era un monoplano di costruzione interamente metallica avente caratteristiche peculiari anche innovative per il periodo in cui è stato progettato, ad ala bassa caratterizzata da un doppio diedro negativo, da cui partivano le travi di coda, dotata anche di slat automatici sul bordo d'attacco. La fusoliera, di forma ovoidale molto profilata aerodinamicamente, aveva configurazione a doppio trave di coda e motore spingente, era dotata inoltre di un abitacolo largamente finestrato per il pilota, seduto in posizione semisdraiata, in modo da godere di un'ampia visibilità.
L'armamento era costituito da 4 mitragliatrici FN Browning fisse installate sui lati della fusoliera, più un cannone automatico Madsen brandeggiabile comandato a distanza nella parte inferiore del muso, dotato di un sofisticato, per l'epoca, congegno di puntamento che permetteva al pilota di mirare nella direzione voluta durante l'attacco al suolo, mentre per il combattimento aereo il cannone veniva mantenuto in posizione fissa. Era anche previsto l'utilizzo di un secondo cannone sparante attraverso il mozzo dell'elica per la difesa posteriore.
Il motore impiegato era un tedesco Daimler-Benz DB 600G, V12 invertito raffreddato a liquido della potenza di 1 050 PS (850 kW), montato subito dietro l'abitacolo ed azionante tramite un albero di trasmissione un'elica tripala metallica VDM, che poteva essere staccata in emergenza per permettere al pilota di abbandonare il velivolo. Il radiatore si trovava al di sotto dell'abitacolo, ai due lati della gamba anteriore del carrello d'atterraggio triciclo anteriore retrattile.

## Utilizzatori
Paesi Bassi
- Luchtvaartafdeling (previsto)